# Монталамбер, Марк Рене де
Марк Рене, маркиз де Монталамбер (фр. Marc-René, marquis de Montalembert; 1714—1800) — французский военный инженер, дивизионный генерал, теоретик фортификационной науки, член Парижской и Петербургской академии наук.
Во время войны за польское наследство и войны за австрийское наследство участвовал в различных походах в Италию, Фландрию и Германию, в том числе, в осаде Келя и Филиппсбурга, затем в мирное время написал многочисленные статьи для Академии, членом которой стал в 1747 году. На собственные средства основал заводы в Перигоре и Ангумуа и снабжал из них французский флот чугунными пушками и снарядами.
Во время Семилетней войны два года был французским комиссаром при русских и шведских войсках, руководил укреплением Анклама и усилением фортов Штральзунда, потом посылался на острова Э и Олерон и укрепил последний по изобретенной им системе. Почётный член СПб. АН c 22 декабря 1760 года.
Несмотря на происхождение из древнего дворянского рода, был решительным сторонником Великой французской революции. 
Участвовав в 15 кампаниях и 9 осадах, Монталамбер основательно использовал в своих сочинениях свой большой боевой опыт. Главный труд его, «La fortification perpendiculaire» (Paris, 1776), часто подвергался нападкам, на которые он отвечал книгой «L’art défensif supérieur à l’offensif» (1796, 11 томов). Его новаторские идеи в области фортификации высоко ценил Карно. 